# Militär nödvändighet
Militär nödvändighet uppkommer när en strikt tillämpning av krigets lagar skulle medföra en mycket betydande militär nackdel. Militär nödvändighet kan ursäkta handlingar som annars hade kunnat straffas som brott mot folkrätten. Det är alltså en undantagsregel med stöd i några folkrättsliga konventioner. 

## Bakgrund
Frågan om undantag för militär nödvändighet diskuterades när 1907 års Haagkonventioner skulle tas fram. Det fanns, ansåg man, situationer då en strikt tillämpning av de nya reglerna skulle medföra en mycket betydande militär nackdel. Exempelvis skulle ett örlogsfartyg som vill undvika strid knappast kunna stanna för att hjälpa skeppsbrutna, en innesluten styrka skulle ha svårt att helt och hållet följa reglerna om behandling av krigsfångar och en mindre styrka under reträtt skulle kunna behöva förstöra civila kommunikationer eller byggnader. Man kom därför fram till att skapa undantag för militär nödvändighet (ibland används också termerna krigsnödvändighet eller militär nödrätt).

## Innebörd
Regler om militär nödvändighet finns i några folkrättsliga konventioner. Ett exempel är IV Haagkonventionen om lagar och bruk i lantkrig, som innehåller ett förbud mot att förstöra fiendens egendom om det inte "till följd av krigets krav är oundgängligen nödvändigt".  Det finns också undantag i flera av Genèvekonventionerna, exempelvis gällande utmärkning av sjukhus och liknande, åtgärder för att uppsöka döda och sårade och förbudet för ockupationsmakt att förstöra fast eller lös egendom. Undantag för militär nödvändighet finns också i 1954 års Haagkonvention om skydd av kulturvärden 

### Exempel på när militär nödvändighet åberopats
Under den tyska reträtten i Nordnorge 1944-45 beordrade den tyske generalen Alfred Jodl förstöring av all civil egendom i Nordnorge, för att försvåra för de sovjetiska förbanden om de skulle förfölja tyskarna in i Nordnorge. Vid Nürnbergprocessen underkändes hans argument om militär nödvändighet, eftersom de sovjetiska förbanden inte korsade gränsen. Vid Nürnbergprocessen hänvisade rustningsministern Albert Speer också till militär nödvändighet när det gällde användningen av civil arbetskraft från ockuperade områden till den tyska krigsindustrin. Domstolen ansåg inte heller i det fallet att det förelåg militär nödvändighet.
I mars 1944 sänkte en tysk ubåt det brittiska handelsfartyget Peleus, men den största delen av besättningen kunde rädda sig i livbåtarna. Ubåtens befälhavare lät beskjuta livbåtarna med kulsprutor och handgranater, vilket dödade alla utom tre av de skeppsbrutna. Vid rättegången hävdade befälhavaren att militär nödvändighet förelåg. Enligt befälhavaren måste livbåtarna och de skeppsbrutna undanröjas för att inte lämna några spår av anfallet som kunde leda till motåtgärder mot ubåten. Domstolen godtog inte argumentet.